# Dammhof (Eppingen)
Dammhof war eine selbstständige Gemeinde im Amtsbezirk Eppingen in Baden. Sie wurde 1924 nach Adelshofen, heute ein Ortsteil von Eppingen im Landkreis Heilbronn im nördlichen Baden-Württemberg, eingemeindet. Der Ort wurde im hohen Mittelalter gegründet und war seit 1362 im Besitz der Freiherren von Gemmingen. 1606 hat man das Hofgut an der heutigen Stelle unweit der älteren Siedlungsstelle errichtet. Das Hofgut war lange Zeit verpachtet, seit 1857 bewohnt ein Zweig der Familie von Gemmingen das zu jener Zeit neu erbaute Herrenhaus. Heute wird der Dammhof unter anderem zum Betrieb einer Reitschule mit Pferdepension genutzt.

## Geschichte

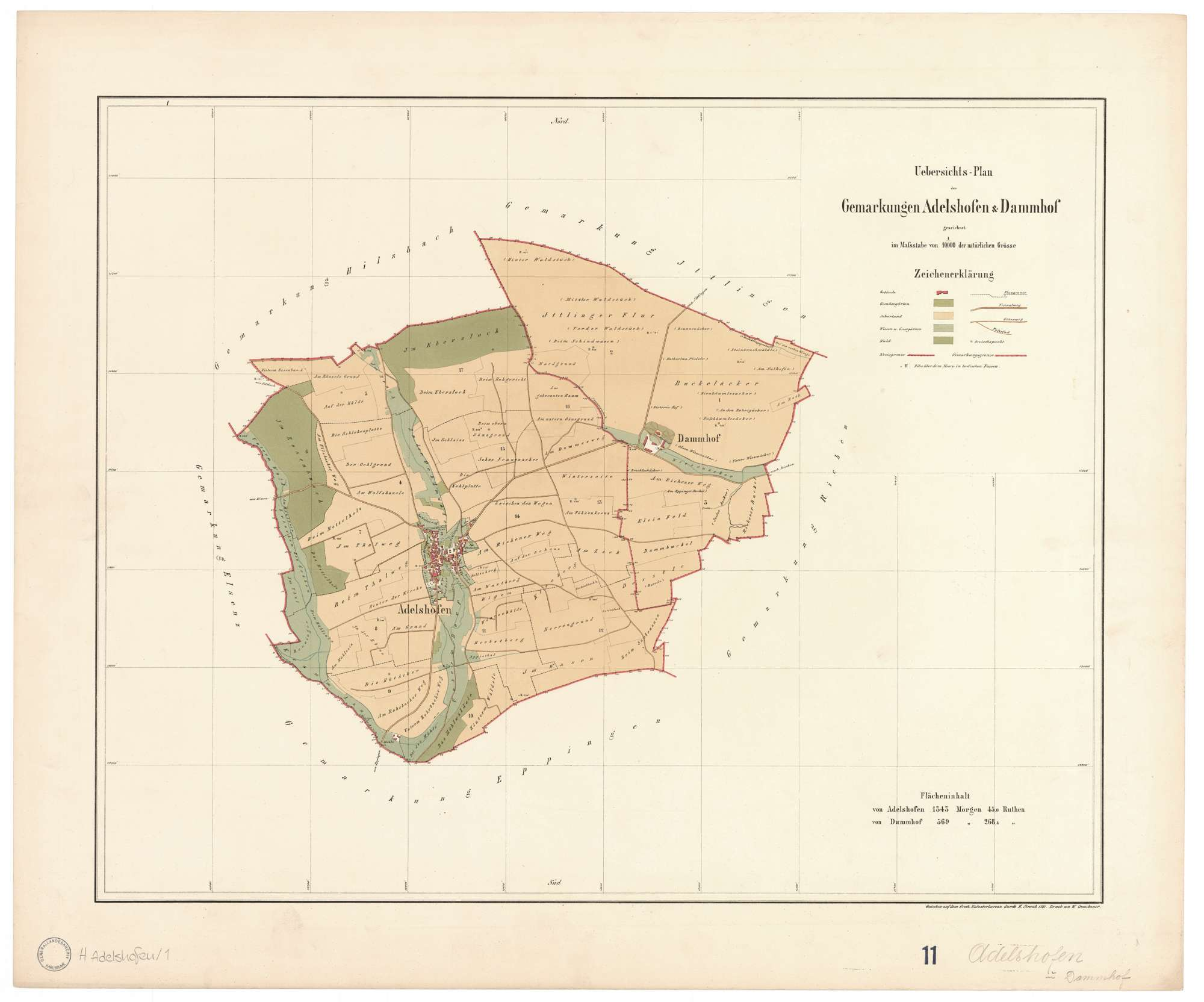
Karte der Gemarkungen von Adelshofen und Dammhof aus dem Jahr 1861 (Quelle: Landesarchiv Baden-Württemberg)

Der Dammhof geht vermutlich auf eine hochmittelalterliche Gründung des Klosters Lorsch zurück. Der Ort wurde 1321 erstmals urkundlich erwähnt, als Zeisolf von Magenheim, der 1311 Gertrud von Gemmingen ehelichte, dem Markgrafen Friedrich von Baden seine Güter in Ochsenburg, Leonbronn, Michelbach, Zaberfeld und in anderen Orten verkaufte. Am 6. Februar 1362 wurde das Dorf Damme Dieter von Gemmingen als Lehen von Rudolf von Baden übergeben. Bis 1555 zählten der Ort und der Zehnte zu Gemmingen, dem Stammsitz der Besitzer.
Die ursprüngliche Siedlung Damme befand sich auf dem Damm an einer ungünstigen Siedlungsstelle. Daher gab man das alte Dorf auf und legte 1606 den neuen Dammhof in der ebenen Landschaft unweit der alten Siedlungsstelle an. Die Hofgebäude wiesen gewisse Ähnlichkeiten zum nahen Schloss Adelshofen auf, ein von einem Wassergraben umschlossenes Herrenhaus war von Wirtschaftsgebäuden umgeben.
Im Dreißigjährigen Krieg war das Dorf entvölkert, und erst 1670 wurde es wieder als dem Junker Weyrich von Gemmingen gehörend erwähnt.
An der Stelle des zerstörten Herrenhauses des Dammhofs wurde ein See in der Mitte der Gebäude angelegt. Die Steine des Herrenhauses wurden größtenteils andernorts verbaut, lediglich in einem Pferdestall des Dammhofs fanden einige Steine des Herrenhauses Verwendung. Ein neues Herrenhaus wurde im Dammhof vorerst nicht wieder errichtet, zumal der Hof nicht von den Besitzern bewohnt, sondern an Pächter vergeben war.
Die katholische Pfarrei in Richen hatte 1795 Einkünfte in Dammhof aus dem Blutzehnten, Obstzehnten und anderen Abgaben.
1805 unterschrieben bei der Erneuerung eines Pachtvertrag von 1796 einige Mennoniten, an die der Hof damals für 2500 Gulden pro Jahr verpachtet war. 1806 waren zwei zweistöckige Wohnhäuser von vier Mennonitenfamilien bewohnt.
Der vormalige Stuttgarter Regierungsrat Ernst Ludwig von Gemmingen-Guttenberg (1818–1880), Sohn des württembergischen Gestütsdirektors Philipp Albrecht von Gemmingen-Guttenberg (1782–1852), ließ den Hof 1857 erneuern und dabei auch ein neues Herrenhaus errichten, das er mit seiner Familie bezog, während die zugehörigen Ländereien weiter verpachtet blieben. Seitdem wird das Herrenhaus von Angehörigen der Familie von Gemmingen-Guttenberg bewohnt. Nach Ernst Ludwig von Gemmingens Tod kam der Besitz an den erstgeborenen Sohn Philipp von Gemmingen-Guttenberg (1860–1907), der unverheiratet starb. Nach ihm erbte sein Bruder Ludwig von Gemmingen-Guttenberg (1863–1917) das Gut und nach diesem dessen Sohn Philipp von Gemmingen-Guttenberg (* 1910). 1924 wurde der bis dahin als selbstständige Gemeinde geltende Dammhof nach Adelshofen eingemeindet.
Im Zweiten Weltkrieg waren mehr als 30 Fremdarbeiter (Kriegsgefangene und Zwangsarbeiter aus Osteuropa) bei den Pächtern des Hofes beschäftigt. Im Herrenhaus wohnten neben der Besitzerfamilie weitere Angehörige und Flüchtlinge. Die ursprüngliche Gutsfläche verringerte sich nach dem Krieg durch die Auflösung des Fideikommisses und anschließende Verkäufe sowie durch die Abgabe von 24 Hektar an die Badische Landsiedlung im Jahr 1949 und eine freiwillige Landabgabe von 22 Hektar zur Schaffung von Aussiedlerhöfen im Jahr 1953. Der Hof war bis 1958 verpachtet, danach bewirtschaftete die Familie von Gemmingen-Guttenberg das Gut wieder selbst. Ab Juli 1970 war der Hof wieder zeitweise verpachtet.
Heute wird das Gut Dammhof von der Familie von Gemmingen unter anderem zum Betrieb einer Pferdereitschule und Pferdepension genutzt.

## Sehenswürdigkeiten
- Das Herrenhaus im Dammhof geht auf die Erneuerung des Hofes 1857 zurück. Mehrere Wirtschaftsgebäude haben ebenfalls historischen Ursprung.
- An der Großen Scheune des Dammhofs hat sich ein Gemmingensches Wappen von 1597 erhalten.
- Am Rand des Gutsparks befindet sich ein historischer Friedhof der Freiherren von Gemmingen mit fünf historischen Grabsteinen aus dem 19. und frühen 20. Jahrhundert.

## Brauchtum
Noch in den 1920er-Jahren fand das Dammhofreiten am Pfingstmontag statt. Dies beruhte auf einer alten Vereinbarung zwischen dem ehemaligen Grundherrn, den Herren von Gemmingen, und der Gemeinde. Mit dem Umritt wurden ursprünglich die gegenseitigen Güter in ihren Grenzen abgeritten und bestätigt.